# LaVyrle Spencer
Pour les articles homonymes, voir Spencer.
LaVyrle Spencer (née en 1943 à Browerville, Minnesota) est un écrivain américain de romances. Elle est l'auteur de douze best-sellers classés sur la liste du New York Times et est intronisée dans le Hall of Fame de la Romance Writers of America en 1988. Elle arrête sa carrière en 1997.

## Biographie
LaVyrle Spencer naît et grandit à Browerville, Minnesota. Peu de temps après avoir obtenu son baccalauréat, Spencer épouse son petit-ami du lycée Dan Spencer. Ils ont deux filles, Amy et Beth (qui meurt en 1990) et sont grands-parents. Ils vivent dans une maison victorienne à Stillwater, Minnesota, où Spencer adore jardiner, cuisiner, photographier et jouer de la basse et du piano électrique.

## Carrière
Bien qu'elle ait montré un talent pour l'écriture au cours du lycée, ce n'est qu'à partir de la trentaine que Spencer entame l'écriture de son premier roman. À cette époque, elle travaille comme assistante de professeur à l'école primaire de Osseo. Spencer décide de transcrire sur papier un rêve récurrent qu'elle fait à propos d'une histoire basée sur le style de vie de sa grand-mère dans une ferme du Minnesota. Un matin, elle se lève à 4h et commence à écrire son histoire sur un bloc-notes. Ce récit devient son premier roman, The Fulfillment.
L'écrivain américain Kathleen Woodiwiss lit le manuscrit de Spencer et l'envoie très rapidement à son propre éditeur, Avon. Celui-ci achète le roman, qui paraît en 1979.  The Fulfillment est très différent des romances historiques « bodice-rippers » qui sont très populaires au moment de sa parution. À l'inverse des autres romans, la première œuvre de Spencer ne développe pas une grande aventure et présente un « homme gentil » plutôt qu'un héros fier et dominateur.
Le deuxième roman de Spencer, Hummingbird, est rejeté par son éditeur ainsi que par Jove Books, qui le publie tout de même en 1983. Les deux maisons d'édition reprochent au livre d'adopter un ton trop humoristique et de se dérouler dans un espace trop étroit, la majeure partie du roman se passe en effet dans une seule maison. À ces critiques, Spencer répond que « le drame se passe à l'intérieur, dans l'influence émotionnelle sur les personnages » (« drama happens within, in the emotional impact on the characters ») et refuse de réécrire de façon dramatique son récit.
De même, Avon rejette son troisième roman, The Endearment, qui raconte l'histoire d'une « épouse par correspondance » et de son mari, qui, contrairement à la plupart des héros, est vierge. Avon se méfie de ce roman car il fait du héros, et non l'héroïne, le personnage principal. The Endearment est plus tard édité par Pocket Books.
Au début de sa carrière, Spencer écrit quatre romances sérielles. Cependant, déçue par la durée de vie extrêmement courte dans les magasins de ce style de romans, elle décide de se consacrer aux récits plus étoffés.
Les romans de Spencer remportent un grand succès, avec 1,5 million d'exemplaires en livre de poche et environ 400 000 en grand format. En 1997, elle termine son dernier et vingt-troisième roman, La seconde mère. Elle explique à Publishers Weekly 	
qu'elle a toujours eu l'intention d'écrire jusqu'à ce qu'elle atteigne un objectif financier fixé à l'avance. Cette somme doit lui permettre de prendre sa retraite afin de voyager et de passer du temps avec sa famille. Ayant atteint cet objectif, elle cesse d'écrire en 1997.

## Regards sur l'œuvre
Spencer est connue pour imaginer des personnages réalistes et des histoires qui se concentrent sur la famille plutôt que seulement sur la relation entre un homme et une femme. Ces hommes et ces femmes « ordinaires » sont chaleureux et vulnérables et sont toujours décrits comme étant sympathiques. Ses héroïnes ont tendance à être un mélange de feu, de chaleur, de résistance, de bon sens et de douceur qui doivent surmonter une sorte d'adversité, comme une grossesse, un divorce, une longue séparation, la perte d'un être cher, puis elles subissent une catharsis en exorcisant leurs craintes. Les histoires sont centrées sur des thèmes communs : le respect de l'amour, les liens familiaux et leur force dans les moments difficiles.
Dans les années 1980 et 90, Spencer écrit douze best-sellers classés sur la liste du New York Times. Ses livres sont publiés dans le monde entier. Des versions condensées de ses romans paraissent dans le Reader's Digest et Good Housekeeping.

## Télévision
En 1989, son premier roman, The Fulfillment, est adapté sous forme de téléfilm par la chaine CBS. Intitulé Si Dieu le veut (« The Fulfillment of Mary Gray »), il est interprété par Cheryl Ladd, Ted Levine et Lewis Smith. À la recherche du bonheur devient également un téléfilm sous son titre original, avec Deborah Raffin et Christopher Reeve. Spencer et son mari y font une courte apparition.
Selon le contrat commercial, CBS accepte de produire deux des romans de Spencer sous forme de téléfilms, avec une option sur un troisième. Une erreur de jeunesse (« Home Song »), le premier livre produit par CBS, interprété par Lee Horsley, Polly Draper et Deborah Raffin, est diffusé en avril 1996. Le deuxième, Family Blessings, avec Lynda Carter, est réalisé par Deborah Raffin et Nina Foch. De plus, la chaîne américaine achète les droits d'exclusivité sur les onze autres romans de Spencer, ainsi que les droits de diffusion en salle du téléfilm adapté de À la recherche du bonheur.

## Récompenses
Spencer obtient cinq RITA Awards de la Romance Writers of America, la plus haute distinction décernée à des auteurs de romances. Quatre de ces récompenses concernent la catégorie Romance historique et sont The Endearment (1983), Hummingbird (1984), N'aimer qu'une fois (1985) et The Gamble (1988). La cinquième a été décernée pour À la recherche du bonheur (1990) dans la catégorie Meilleure Romance de l'année. Comme elle a remporté au moins trois RITAs dans une catégorie, Spencer a été intronisée dans le Hall of Fame de la RWA en 1988, devenant l'une des neuf femmes à être ainsi honorée.

## Œuvre

### Romans
- (en) The Fulfillment, 1979Inédit en France
- (en) The Endearment, 1982Inédit en France
- La voix du cœur, J'ai lu, 1995 ((en) Forsaking All Others, 1982)Publié dans la collection Amour et Destin
- (en) Hummingbird, 1983Inédit en France
- Méprise, J'ai lu, 1996 ((en) A Promise to Cherish, 1983)Publié dans la collection Amour et Destin
- Cœurs meurtris, Harlequin ((en) The Hellion, 1984)
- Le silence brisé, Harlequin ((en) Sweet Memories, 1984)
- N'aimer qu'une fois, J'ai lu, 1995 ((en) Twice Loved, 1984)Publié dans la collection Aventures et Passions
- Chambre à part, J'ai lu, 1995 ((en) Separate Beds, 1985)Publié dans la collection Amour et Destin
- (en) Spring Fancy, 1985Inédit en France
- (en) A Heart Speaks, 1986Inédit en France
- (en) The Gamble, 1987Inédit en France
- Demain le bonheur..., J'ai lu, 1994 ((en) Years, 1987)Publié dans la collection Amour et Destin
- Cache-cache amoureux, J'ai lu, 1995 ((en) Vows, 1988)Publié dans la collection Aventures et Passions
- À la recherche du bonheur, J'ai lu, 1997 ((en) Morning Glory, 1989)Publié dans la collection Amour et Destin
- Doux amer, J'ai lu, 1991 ((en) Bitter Sweet, 1990)Publié dans la collection Amour et Destin
- (en) Forgiving, 1991Inédit en France
- (en) Bygones, 1992Inédit en France
- Les embruns du cœur, J'ai lu, 1993 ((en) November of the Heart, 1993)Publié dans la collection Aventures et Passions
- Passion interdite, Presses de la Cité ((en) Family Blessings, 1994)
- Le bonheur éclaté, J'ai lu, 1997 ((en) Home Song, 1995)Publié dans la collection Amour et Destin
- Le vent de la liberté, Presses de la Cité, 1997 ((en) That Camden Summer, 1996)
- La fille d'à côté, Presses de la Cité, 1998 ((en) Small Town Girl, 1997)
- La seconde mère, Presses de la Cité, 1999 ((en) Then Came Heaven, 1997)